# 金融社会工作
金融社会工作（Financial social work，或译为“财务社会工作”）是一种互动和反思的多学科方法，帮助个人探索和处理他们对钱的无意识的感受、思想和态度。这个自我审视的过程使人们能够改善他们与钱的关系，从而建立更健康的理财习惯，改善他们的财务状况。

## 历史
金融社会工作的历史可以追溯到家政学家和社会工作者在家庭中的工作，特别是为低收入家庭提供金融素养的基础，包括制定家庭预算。家政学家和社会工作者虽然有不同的起源，但他们的工作都关注家庭和改善条件。

## 理论和实践
金融社会工作的理论和实践包括提高个人的财务能力和资产建设，这两个概念是金融社会工作的核心。拥有对自己的财务目标和管理自己的钱的财务实践的自主权，可以带来生活的改善。金融社会工作的模式结合了变革学习的方法，以扩大自我意识，自我感和提供财务知识。随着个人对自己的钱的思想和态度的形成原因有了更多的洞察，他们更有可能做出深刻的、长期的、对未来有积极影响的财务选择。他们根据他们在生命周期中的位置和他们改变的准备度/意愿，按照行为改变的跨理论模型（TTM）来追求他们个人的金融福祉之路。此外，金融社会工作还提供持续的教育、激励和支持，从而最大限度地提高最佳结果的可能性。

## 教育和发展
历史上，大多数本科和研究生的社会工作课程没有包括财务素养或个人财务课程。这种情况正在改变，由于近三分之二（65%）的130个大学课程调查参与者对开发或扩展学生在财务能力方面的能力非常感兴趣，以及马里兰大学的金融社会工作倡议，金融社会工作中心的自学认证过程（得到了国家社会工作者协会（NASW）的认可），以及2016年社会工作教育委员会（CSWE）启动了社会工作教育中经济福祉的清理站，以支持这些努力。